# Stictoptera anaemia
Stictoptera anaemia är en fjärilsart som beskrevs av George Francis Hampson 1905. Stictoptera anaemia ingår i släktet Stictoptera och familjen nattflyn. Inga underarter finns listade i Catalogue of Life.